# Aleurocystis gloeocystidiata
Aleurocystis gloeocystidiata är en svampart som beskrevs av Rajchenb. & Robledo 2005. Aleurocystis gloeocystidiata ingår i släktet Aleurocystis och familjen Stereaceae.   Inga underarter finns listade i Catalogue of Life.